# جان آویلا
جان آویلا (به انگلیسی: John Avila؛ زادهٔ ۱۴ ژانویهٔ ۱۹۵۷) نوازندهٔ گیتار بیس و تهیه‌کننده موسیقی آمریکایی می‌باشد که بیشتر به‌خاطر عضویت در گروهٔ موج نو اوینگو بوینگو از سال ۱۹۸۴ تا ۱۹۹۵ شناخته می‌شود.